# Jaszczołty
Jaszczołty [pronunciación en polaco: /jaʂˈt͡ʂɔu̯tɨ/] es un pueblo en el distrito administrativo de Gmina Grodzisk, dentro del Distrito de Siemiatycze, Voivodato de Podlaquia, en el noreste de Polonia. Se encuentra a unos 8 kilómetros al suroeste de Grodzisk, 18 km al noroeste de Siemiatycze, y 73 kilómetros al suroeste de la capital regional, Białystok.